# 冀南道 (汪兆銘政権)
冀南道（きなん-どう）は汪兆銘政権華北政務委員会により設置された河北省の道。

## 沿革
1940年（民国29年）5月29日に設置された。

## 行政区画
廃止直前下部の14県を管轄した。（50音順）
- 永年県
- 邯鄲県
- 曲周県
- 鶏沢県
- 広平県
- 磁県
- 成安県
- 清豊県
- 大名県
- 長垣県
- 東明県
- 南楽県
- 肥郷県
- 濮陽県